# Ahmet Bahçıvan
Ahmet Bahçıvan (* 27. Februar 1996 in Ankara) ist ein türkischer Fußballspieler, der für Kastamonuspor 1966 spielt.

## Karriere

### Verein
Bahçıvan kam in Altındağ, einem Stadtteil der türkischen Hauptstadt Ankara, auf die Welt. Mit dem Vereinsfußball begann er 2009 in der Jugend von Bozüyükspor. Nachdem er hier bis ins Jahr 2011 keinen Profivertrag angeboten bekommen hatte, wechselte er zum Amateurklub Bozüyük Vitraspor und spielte hier eine Saison. 2012 kehrte er dann mit einem Profivertrag ausgestattet zum Drittligisten Bozüyükspor zurück und gab hier in der Ligapartie vom 7. April 2013 sein Profidebüt.
Im Sommer 2013 wechselte Bahçıvan zum Zweitligisten Adanaspor. Für die Saison 2014/15 wurde er an Diyarbakır Büyükşehir Belediyespor ausgeliehen.

### Nationalmannschaft
Im März 2017 debütierte Bahçıvan für die türkische U-21-Nationalmannschaft.

## Erfolge
Adanaspor
- Meister der TFF 1. Lig und Aufstieg in die Süper Lig: 2015/16